# کمپ (ایلینوی)
کمپ (به انگلیسی: Kemp) یک منطقهٔ مسکونی در ایالات متحده آمریکا است که در ایلینوی واقع شده‌است. کمپ ۵۵ نفر جمعیت دارد.